# 李晋峰
李晋峰（1957年—），汉族，中华人民共和国政治人物、第十一届全国政协委员。
担任山西省商务厅副厅长。2008年，当选第十一届全国政协委员，代表无党派人士，分入第十五组。并担任人口资源环境委员会专委。